# Fezouata
Fezouata  (in arabo فزواطة‎?) è un centro abitato e comune rurale del Marocco situato nella provincia di Zagora, regione di Drâa-Tafilalet. Conta una popolazione di 9 416 abitanti (censimento 2014).